# 资中城墙
资中城墙，位于四川省內江市資中縣重龍鎮。资中城墙现存长度约2公里及五座城门。2002年12月27日建春門及城牆公佈為四川省第六批省級文物保護單位。

## 历史
西魏恭帝二年（555），筑城墙，周长三里，为土墙。其后唐宋多有增建。元代，土城坍毁。
明弘治年间（1488年～1505年），复修城墙，改为砖石结构。正德、嘉靖年间（1506～1566年），逐渐扩建，城周达1363丈。

## 形制
资中城墙设10门，分为为建春门（正东）、紫气门（小东门，正东偏北）、拱辰门（正北）、咸丰门（正西）、迎熏门（正南）、平波门、安澜门、通津门、达江门、石门。